# FC Zwolle in het seizoen 2007/08
Het seizoen 2007/2008 is het 97e jaar in het bestaan van de Zwolse voetbalclub FC Zwolle. De club komt uit in de Eerste divisie en het toernooi om de KNVB beker.

## Wedstrijdstatistieken

### Oefenduels
| Datum + plaats                   | Wedstrijd                        | Uitslag        | Scoreverloop |
| -------------------------------- | -------------------------------- | -------------- | --- |
| 7 juli 2007 Zwolle               | VV KHC (ama) – FC Zwolle         | 1 – 7 (0 – 0)  | 2 doelpunten: Anco Jansen, Fernando Alvarez 1 doelpunt: Danny Holla, Bram van Polen, Anton Jongsma |
| 11 juli 2007 Nieuwleusen         | FC Zwolle – Falkirk FC           | 1 – 1 (0 – 1)  | 18' Graham Barrat 0–1, 88' Petri Oravainen 1–1 |
| 14 juli 2007 Hasselt             | VV Olympia '28 (ama) – FC Zwolle | 0 – 14 (0 – 6) | 10' Niklas Moisander 0–1, 18' Anton Jongsma 0–2, 35' Marcel Kleizen 0–3, 37' Niklas Moisander 0–4, 40' Marcel Kleizen 0–5, 45' Eric Botteghin 0–6, 50' Petri Oravainen 0–7, 59' Anco Jansen 0–8, 60' Danny Holla 0–9, 61' Juscemar Borilli 0–10, 64' Anco Jansen 0–11, 68' Petri Oravainen 0–12, 80' Petri Oravainen 0–13, 85' Marcel de Bruijn 0–14, |
| 17 juli 2007                     | FC Zwolle – Wigan Athletic FC    | 0 – 2 (0 – 2)  | 4' Paul Scharner 0–1, 12' Caleb Folan 0–2 |
| 19 juli 2007 Garderen            | Regioteam – FC Zwolle            | 1 – 4 (1 – 2)  | 5' Regioteam 1–0, Marcel de Bruijn 1–1, Petri Oravainen 1–2, Juscemar Borilli 1–3, Albert van der Haar 1–4, |
| 23 juli 2007 Langezwaag          | Jong sc Heerenveen – FC Zwolle   | 4 – 0 (1 – 0)  | 30' Donovan Deekman 1–0, 65' Maciej Wilusz 2–0, 72' Geert Arend Roorda 3–0, 40' Rawley Rozendaal 4–0 |
| 25 juli 2007 Harderwijk          | FC Zwolle – Norwich City         | 2 – 1 (1 – 1)  | 8' David Strihavka 0–1, 42' Anco Jansen 1–1, 8' Niklas Moisander 2–1, |
| 28 juli 2007 Garderen            | FC Zwolle – DOTO (ama)           | 3 – 0 (2 – 0)  | 8' Niklas Moisander 1–0, 40' Petri Oravainen 2–0, 75' Niklas Moisander 3–0 |
| 3 augustus 2007 's-Hertogenbosch | FC Den Bosch – FC Zwolle         | 2 – 1 (1 – 1)  | 10' Ǵorǵi Hristov 1–0, 10' Anton Jongsma 1–1, 75' Barry Maguire 2–1 |
|                                  |                                  |                | |
| 23 mei 2008 Zuidwolde            | VV Zuidwolde (ama) – FC Zwolle   | 1 – 6 (0 – 3)  | 16' Bram van Polen 0–1, 25' Marcel Kleizen 0–2, 28' Bram van Polen 0–3, 55' Martin Reijnders 0–4, 77' Marcel Linthorst 1–4, 89' Dennis van der Wal 1–5, 90' Yassine Assa 1–6 |

### Eerste divisie
| 1e speelronde | Haarlem | 1 – 1 (1 – 0) | FC Zwolle                                                     | Opstelling FC Zwolle: |
| 10 augustus 2007 Plaats: Haarlem Haarlemstadion Toeschouwers: 1.875 Scheidsrechter: Richard Liesveld                | Marcel Akerboom 9' |               | 90' Juscemar Borilli                                          |                       |
| 2e speelronde | FC Zwolle | 3 – 3 (3 – 1) | FC Eindhoven                                                  | Opstelling FC Zwolle: |
| 17 augustus 2007 Plaats: Zwolle Oosterenkstadion Toeschouwers: 2.952 Scheidsrechter: Luuk Hoopman                   | Anco Jansen 28' Anton Jongsma 31' Danny Holla (pen) 45'                                                                    |               | 6' Fabio Caracciolo 51' Fabio Caracciolo 78' Fabio Caracciolo |                       |
| 3e speelronde | FC Volendam | 2 – 2 (2 – 2) | FC Zwolle                                                     | Opstelling FC Zwolle: |
| 24 augustus 2007 Plaats: Volendam Kras Stadion Toeschouwers: 2.437 Scheidsrechter: Danny Makkelie                   | Jack Tuijp 18' Jack Tuijp 27'                                                                                              |               | 12' (e.d.) Jeroen Verhoeven 43' Eric Botteghin                |                       |
| 4e speelronde | FC Zwolle | 0 – 0         | RKC Waalwijk                                                  | Opstelling FC Zwolle: |
| 27 augustus 2007 Plaats: Zwolle Oosterenkstadion Toeschouwers: 3.920 Scheidsrechter: Reinold Wiedemeijer            | |               |                                                               |                       |
| 5e speelronde | Stormvogels Telstar | 0 – 1 (0 – 1) | FC Zwolle                                                     | Opstelling FC Zwolle: |
| 31 augustus 2007 Plaats: Velsen-Zuid Sportpark Schoonenberg Toeschouwers: 1.210 Scheidsrechter: Michel Winter       | |               | 37' Etiënne Reijnen                                           |                       |
| 6e speelronde | FC Zwolle | 4 – 1 (0 – 1) | FC Den Bosch                                                  | Opstelling FC Zwolle: |
| 7 september 2007 Plaats: Zwolle Oosterenkstadion Toeschouwers: 3.232 Scheidsrechter: Jan Wegereef                   | Tozé 47' Anton Jongsma 58' Tozé 62' Erik Bakker 90'                                                                        |               | 43' Koen van der Biezen                                       |                       |
| 7e speelronde | FC Zwolle | 3 – 1 (1 – 1) | BV Veendam                                                    | Opstelling FC Zwolle: |
| 14 september 2007 Plaats: Zwolle Oosterenkstadion Toeschouwers: 3.155 Scheidsrechter: Mike van der Reest            | Anton Jongsma 23' Tozé 63' Anton Jongsma 80'                                                                               |               | 17' Erwin Buurmeijer                                          |                       |
| 8e speelronde | RBC Roosendaal | 2 – 1 (2 – 0) | FC Zwolle                                                     | Opstelling FC Zwolle: |
| 17 september 2007 Plaats: Roosendaal Rosada Stadion Toeschouwers: 2.500 Scheidsrechter: Reinold Wiedemeijer         | Saša Stojanović 12' Henk Vos 16'                                                                                           |               | 75' Niklas Moisander                                          |                       |
| 9e speelronde | FC Zwolle | 1 – 0 (1 – 0) | TOP Oss                                                       | Opstelling FC Zwolle: |
| 21 september 2007 Plaats: Zwolle Oosterenkstadion Toeschouwers: 3.195 Scheidsrechter: Maarten Ketting               | Tozé 21' |               |                                                               |                       |
| 10e speelronde | Go Ahead Eagles | 3 – 1 (2 – 1) | FC Zwolle                                                     | Opstelling FC Zwolle: |
| 30 september 2007 Plaats: Deventer De Adelaarshorst Toeschouwers: 5.587 Scheidsrechter: Jack van Hulten             | Achmed Ahahaoui 25' Orlando Smeekes 42' Orlando Smeekes 80'                                                                | IJsselderby   | 16' Danny Holla                                               |                       |
| 11e speelronde | ADO Den Haag | 3 – 1 (1 – 0) | FC Zwolle                                                     | Opstelling FC Zwolle: |
| 5 oktober 2007 Plaats: Den Haag Zuiderparkstadion Toeschouwers: 6.113 Scheidsrechter: Raymond van Meenen            | Virgilio Teixeira 37' Hurşut Meriç 54' Hurşut Meriç 75'                                                                    |               | 86' Tozé                                                      |                       |
| 12e speelronde | FC Zwolle | 5 – 0 (2 – 0) | AGOVV Apeldoorn                                               | Opstelling FC Zwolle: |
| 12 oktober 2007 Plaats: Zwolle Oosterenkstadion Toeschouwers: 3.203 Scheidsrechter: Jan Wegereef                    | Danny Holla (pen) 12' Danny Holla 19' Derk Boerrigter 56' Albert van der Haar 81' Tozé 85'                                 |               |                                                               |                       |
| 13e speelronde | FC Emmen | 0 – 1 (0 – 1) | FC Zwolle                                                     | Opstelling FC Zwolle: |
| 19 oktober 2007 Plaats: Emmen Stadion Meerdijk Toeschouwers: 4.580 Scheidsrechter: Ruud Bossen                      | |               | 40' Tozé                                                      |                       |
| 14e speelronde | FC Zwolle | 1 – 1 (1 – 0) | Helmond Sport                                                 | Opstelling FC Zwolle: |
| 26 oktober 2007 Plaats: Zwolle Oosterenkstadion Toeschouwers: 3.156 Scheidsrechter: Peter van Dongen                | Tozé 19' |               | 56' Youssef Chida                                             |                       |
| 15e speelronde | FC Omniworld | 1 – 3 (0 – 0) | FC Zwolle                                                     | Opstelling FC Zwolle: |
| 2 november 2007 Plaats: Almere Almere City Stadion Toeschouwers: 2.376 Scheidsrechter: Hessel Steegstra             | Wamberto 71' |               | 54' Anton Jongsma 67' Danny Holla 77' Tozé                    |                       |
| 16e speelronde | FC Zwolle | 4 – 1 (4 – 0) | SC Cambuur Leeuwarden                                         | Opstelling FC Zwolle: |
| 9 november 2007 Plaats: Zwolle Oosterenkstadion Toeschouwers: 2.768 Scheidsrechter: Tom van Sichem                  | Erik Bakker 8' Anton Jongsma 15' Anton Jongsma 20' Marcel Kleizen 36'                                                      |               | 87' Koen Brack                                                |                       |
| 17e speelronde | FC Zwolle | 1 – 1 (1 – 1) | FC Dordrecht                                                  | Opstelling FC Zwolle: |
| 16 november 2007 Plaats: Zwolle Oosterenkstadion Toeschouwers: 3.124 Scheidsrechter: Dick van Egmond                | Marcel Kleizen 16' |               | 37' Mounir Biyadat                                            |                       |
| 18e speelronde | Fortuna Sittard | 0 – 3 (0 – 0) | FC Zwolle                                                     | Opstelling FC Zwolle: |
| 23 november 2007 Plaats: Sittard Wagner & Partners-stadion Toeschouwers: 2.866 Scheidsrechter: Richard Liesveld     | |               | 60' Derk Boerrigter 66' Etiënne Reijnen 90' Anton Jongsma     |                       |
| 19e speelronde | MVV | 4 – 1 (4 – 1) | FC Zwolle                                                     | Opstelling FC Zwolle: |
| 30 november 2007 Plaats: Maastricht De Geusselt Toeschouwers: 5.854 Scheidsrechter: Tom van Sichem                  | Gunter Thiebaut 12' Ebrima Sillah 26' Robert van Boxel 32' Gunter Thiebaut 36'                                             |               | 23' Niklas Moisander                                          |                       |
| 20e speelronde | FC Zwolle | 3 – 0 (1 – 0) | Haarlem                                                       | Opstelling FC Zwolle: |
| 7 december 2007 Plaats: Zwolle Oosterenkstadion Toeschouwers: 3.200 Scheidsrechter: Hessel Steegstra                | Marcel Kleizen 41' Albert van der Haar 61' Danny Holla (pen) 75'                                                           |               |                                                               |                       |
| 21e speelronde | FC Zwolle | 2 – 1 (1 – 0) | ADO Den Haag                                                  | Opstelling FC Zwolle: |
| 16 december 2007 Plaats: Zwolle Oosterenkstadion Toeschouwers: 3.200 Scheidsrechter: Dick van Egmond                | Tozé 3' Etiënne Reijnen 76'                                                                                                |               | 60' Rick Hoogendorp                                           |                       |
| 22e speelronde | AGOVV Apeldoorn | 0 – 1 (0 – 1) | FC Zwolle                                                     | Opstelling FC Zwolle: |
| 21 december 2007 Plaats: Apeldoorn Sportpark Berg & Bos Toeschouwers: 1.980 Scheidsrechter: Pol van Boekel          | |               | 45' Marcel Kleizen                                            |                       |
| 23e speelronde | FC Zwolle | 1 – 1 (0 – 1) | RBC Roosendaal                                                | Opstelling FC Zwolle: |
| 11 januari 2008 Plaats: Zwolle Oosterenkstadion Toeschouwers: 3.138 Scheidsrechter: Dick Jol                        | Danny Holla 58' |               | 11' Jeffrey Vlug                                              |                       |
| 24e speelronde | BV Veendam | 2 – 2 (0 – 2) | FC Zwolle                                                     | Opstelling FC Zwolle: |
| 18 januari 2008 Plaats: Veendam (plaats) De Langeleegte Toeschouwers: 3.270 Scheidsrechter: Jeroen Sanders          | Angelo Zimmerman (pen) 48' Guilherme Afonso (pen) 77'                                                                      |               | 30' Danny Holla 38' Marcel Kleizen                            |                       |
| 25e speelronde | FC Zwolle | 1 – 1 (1 – 1) | FC Omniworld                                                  | Opstelling FC Zwolle: |
| 25 januari 2008 Plaats: Zwolle Oosterenkstadion Toeschouwers: 3.540 Scheidsrechter: Hessel Steegstra                | Anton Jongsma 45' |               | 16' Paul Mulders                                              |                       |
| 26e speelronde | SC Cambuur Leeuwarden | 1 – 1 (0 – 0) | FC Zwolle                                                     | Opstelling FC Zwolle: |
| 1 februari 2008 Plaats: Leeuwarden Cambuurstadion Toeschouwers: 3.084 Scheidsrechter: Ed Janssen                    | Koen Brack 87' |               | 54' Derk Boerrigter                                           |                       |
| 27e speelronde | FC Zwolle | 1 – 0 (0 – 0) | Go Ahead Eagles                                               | Opstelling FC Zwolle: |
| 10 februari 2008 Plaats: Zwolle Oosterenkstadion Toeschouwers: 3.400 Scheidsrechter: Bas Nijhuis                    | Albert van der Haar 88' | IJsselderby   |                                                               |                       |
| 28e speelronde | TOP Oss | 2 – 4 (2 – 1) | FC Zwolle                                                     | Opstelling FC Zwolle: |
| 15 februari 2008 Plaats: Oss Frans Heesenstadion Toeschouwers: 1.927 Scheidsrechter: Michel Winter                  | Dirk Schoofs (pen) 37' Dirk Schoofs 41'                                                                                    |               | 5' Tozé 73' Tozé 77' Albert van der Haar 90' Tozé             |                       |
| 29e speelronde | FC Zwolle | 7 – 0 (2 – 0) | MVV                                                           | Opstelling FC Zwolle: |
| 22 februari 2008 Plaats: Zwolle Oosterenkstadion Toeschouwers: 4.432 Scheidsrechter: Ben Haverkort                  | Bram van Polen 11' Etiënne Reijnen 26' Bram van Polen 65' Marcel Kleizen 75' Bram van Polen 78' Tozé 86' Anton Jongsma 88' |               |                                                               |                       |
| 30e speelronde | FC Eindhoven | 1 – 2 (1 – 1) | FC Zwolle                                                     | Opstelling FC Zwolle: |
| 2 maart 2008 Plaats: Eindhoven Jan Louwersstadion Toeschouwers: 1.665 Scheidsrechter: Pol van Boekel                | Serhat Koç 24' |               | 29' Tozé 84' Niklas Moisander                                 |                       |
| 31e speelronde | FC Dordrecht | 1 – 1 (0 – 0) | FC Zwolle                                                     | Opstelling FC Zwolle: |
| 7 maart 2008 Plaats: Dordrecht Stadion Krommedijk Toeschouwers: 1.873 Scheidsrechter: Richard Liesveld              | Romano Bijl (e.d.) 90' |               | 89' Eric Botteghin                                            |                       |
| 32e speelronde | FC Zwolle | 2 – 3 (1 – 1) | Fortuna Sittard                                               | Opstelling FC Zwolle: |
| 10 maart 2008 Plaats: Zwolle Oosterenkstadion Toeschouwers: 3.525 Scheidsrechter: Danny Makkelie                    | Jordy Zuidam (pen) 37' Marcel Kleizen 69'                                                                                  |               | 39' Rick Geenen 77' Joep op den Kamp 90' Ruud Boymans         |                       |
| 33e speelronde | FC Den Bosch | 0 – 0         | FC Zwolle                                                     | Opstelling FC Zwolle: |
| 14 maart 2008 Plaats: 's-Hertogenbosch Stadion De Vliert Toeschouwers: 4.381 Scheidsrechter: Jean-Baptiste Bultynck | |               |                                                               |                       |
| 34e speelronde | FC Zwolle | 1 – 0 (0 – 0) | Stormvogels Telstar                                           | Opstelling FC Zwolle: |
| 21 maart 2008 Plaats: Zwolle Oosterenkstadion Toeschouwers: 3.875 Scheidsrechter: Ed Janssen                        | Albert van der Haar (pen) 53'                                                                                              |               |                                                               |                       |
| 35e speelronde | FC Zwolle | 1 – 2 (1 – 1) | FC Volendam                                                   | Opstelling FC Zwolle: |
| 28 maart 2008 Plaats: Zwolle Oosterenkstadion Toeschouwers: 4.400 Scheidsrechter: Roelof Luinge                     | Paul Quasten (e.d.) 20' |               | 40' Jack Tuijp 74' Jack Tuijp                                 |                       |
| 36e speelronde | RKC Waalwijk | 2 – 0 (1 – 0) | FC Zwolle                                                     | Opstelling FC Zwolle: |
| 4 april 2008 Plaats: Waalwijk Mandemakers Stadion Toeschouwers: 6.215 Scheidsrechter: Jack van Hulten               | Martijn Reuser 14' Fred Benson 77'                                                                                         |               |                                                               |                       |
| 37e speelronde | FC Zwolle | 1 – 1 (0 – 1) | FC Emmen                                                      | Opstelling FC Zwolle: |
| 11 april 2008 Plaats: Zwolle Oosterenkstadion Toeschouwers: 3.880 Scheidsrechter: Ruud Bossen                       | Niklas Moisander 47' |               | 26' Bas Dost                                                  |                       |
| 38e speelronde | Helmond Sport | 0 – 2 (0 – 0) | FC Zwolle                                                     | Opstelling FC Zwolle: |
| 28 april 2008 Plaats: Helmond Stadion De Braak Toeschouwers: 3.412 Scheidsrechter: Danny Makkelie                   | |               | 79' Anton Jongsma 81' Anton Jongsma                           |                       |

### KNVB beker
| 2e ronde | ONS Sneek                        | 2 - 2 (1 - 1, 2 - 2, 2 - 2) w.n.s. | FC Zwolle                                | Opstelling FC Zwolle: |
| 26 september 2007 Aanvangstijd: --:-- uur Plaats: Sneek Zuidersportpark Toeschouwers: 600 Scheidsrechter: Hielke Heida             | Tony Alberda 13' Leo de Wagt 80' |                                    | 41' Derk Boerrigter 77' Marcel de Bruijn | Boer, van der Sluijs, Reijnen, Moisander, Derlagen, Van der Haar , Jansen (63' van der Wal), Bakker, Tozé (66' de Bruijn), Jongsma, Boerrigter (106' Gnodde) Bakker, Boerrigter |
| 3e ronde | FC Zwolle                        | 1 - 0 (0 - 0)                      | Go Ahead Eagles                          | Opstelling FC Zwolle: |
| 30 oktober 2007 Aanvangstijd: --:-- uur Plaats: Emmen Univé Stadion Toeschouwers: 655 Scheidsrechter: Dick Jol                     | Marcel Kleizen 52'               | IJsselderby                        |                                          | Boer, van der Sluijs, Reijnen, Moisander, Derlagen (76' Bijl), Holla, Kleizen (86' de Bruijn), Van der Haar , Tozé (71' van Polen), Jongsma, Boerrigter Van der Haar            |
| Achtste finale | N.E.C.                           | 0 - 2 (0 - 1)                      | FC Zwolle                                | Opstelling FC Zwolle: |
| 15 januari 2008 Aanvangstijd: --:-- uur Plaats: Nijmegen Goffertstadion Toeschouwers: 4.500 Scheidsrechter: Eric Braamhaar         |                                  |                                    | 45' Derk Boerrigter 80' Bram van Polen   | Boer, van der Sluijs, Botteghin, Moisander , Derlagen, Holla, Kleizen (85' Bijl), Reijnen, Tozé (57' Bakker), Jongsma, Boerrigter (76' van Polen) Derlagen, Reijnen             |
| Kwartfinale | Feyenoord                        | 2 - 1 (1 - 1)                      | FC Zwolle                                | Opstelling FC Zwolle: |
| 28 februari 2008 Aanvangstijd: --:-- uur Plaats: Rotterdam Stadion Feijenoord Toeschouwers: 32.000 Scheidsrechter: Dick van Egmond | Roy Makaay 8' Michael Mols 83'   |                                    | 43' Tozé                                 | Boer, van der Wal, Botteghin, Moisander, Van der Haar , van Polen (78' Garritsen), Zuidam, Jongsma (88' Bijl), Reijnen, Kleizen (61' Boerrigter), Tozé                          |

## Selectie en technische staf

### Selectie 2007/08
| Nr.           |                    | Naam                | Competitie | Competitie | Beker      | Beker      | Play-offs  | Play-offs  | Totaal     | Totaal     | Contract   | Seizoen    | Vorige club               | Debuut           |
| Nr.           | W                  | Naam                |            | W          |            | W          |            | W          |            |            | Contract   | Seizoen    | Vorige club               | Debuut           |
| Doelmannen    | Doelmannen         | Doelmannen          | Doelmannen | Doelmannen | Doelmannen | Doelmannen | Doelmannen | Doelmannen | Doelmannen | Doelmannen | Doelmannen | Doelmannen | Doelmannen                | Doelmannen       |
| ------------- | ------------------ | ------------------- | ---------- | ---------- | ---------- | ---------- | ---------- | ---------- | ---------- | ---------- | ---------- | ---------- | ------------------------- | ---------------- |
| -             | Vlag van Nederland | Diederik Boer       | 38         | 0          | 4          | 0          | 0          | 0          | 42         | 0          | -          | 7e         | Jeugd                     | 8 maart 2003     |
| -             | Vlag van Nederland | Ivar van Harskamp   | 0          | 0          | 0          | 0          | 0          | 0          | 0          | 0          | -          | 1e         | Jeugd                     | -                |
| -             | Vlag van Nederland | Harmen Kuperus      | 0          | 0          | 0          | 0          | 0          | 0          | 0          | 0          | -          | 1e         | Stormvogels Telstar       | -                |
| Verdedigers   |                    |                     |            |            |            |            |            |            |            |            |            |            |                           |                  |
| -             | Vlag van Nederland | Romano Bijl         | 15         | 0          | 3          | 0          | 0          | 0          | 18         | 0          | -          | 2e         | Excelsior                 | 15 oktober 2006  |
| -             | Vlag van Brazilië  | Eric Botteghin      | 27         | 2          | 2          | 0          | 0          | 0          | 29         | 2          | -          | 2e         | SC Internacional          | 26 januari 2007  |
| -             | Vlag van Nederland | Mike Derlagen       | 19         | 0          | 3          | 0          | 0          | 0          | 22         | 0          | -          | 1e         | AZ                        | 10 augustus 2007 |
| -             | Vlag van Nederland | Albert van der Haar | 33         | 5          | 2          | 0          | 0          | 0          | 35         | 5          | -          | 12e        | Willem II                 | 27 augustus 1994 |
| -             | Vlag van Finland   | Niklas Moisander    | 37         | 4          | 4          | 0          | 0          | 0          | 41         | 4          | -          | 2e         | Ajax                      | 11 augustus 2006 |
| -             | Vlag van Nederland | Bram van Polen      | 22         | 3          | 3          | 1          | 0          | 0          | 25         | 4          | -          | 1e         | Vitesse                   | 12 oktober 2007  |
| -             | Vlag van Nederland | Etiënne Reijnen     | 35         | 4          | 4          | 0          | 0          | 0          | 39         | 4          | -          | 3e         | Jeugd                     | 24 maart 2006    |
| -             | Vlag van Nederland | Erik Rotman         | 8          | 0          | 0          | 0          | 0          | 0          | 8          | 0          | -          | 2e         | Jeugd                     | 2 november 2007  |
| -             | Vlag van Nederland | Rob van der Sluijs  | 23         | 0          | 3          | 0          | 0          | 0          | 26         | 0          | -          | 2e         | FC Utrecht                | 19 januari 2007  |
| -             | Vlag van Nederland | Dennis van der Wal  | 24         | 0          | 1          | 0          | 0          | 0          | 25         | 0          | -          | 4e         | Jeugd                     | 14 maart 2005    |
| Middenvelders |                    |                     |            |            |            |            |            |            |            |            |            |            |                           |                  |
| -             | Vlag van Nederland | Yassine Assa        | 0          | 0          | 0          | 0          | 0          | 0          | 0          | 0          | -          | 1e         | Jeugd                     | -                |
| -             | Vlag van Nederland | Erik Bakker         | 32         | 2          | 2          | 0          | 0          | 0          | 34         | 2          | -          | 1e         | Jeugd                     | 10 augustus 2007 |
| -             | Vlag van Brazilië  | Juscemar Borilli    | 4          | 1          | 0          | 0          | 0          | 0          | 4          | 1          | -          | 1e         | FC Internazionale Milano  | 10 augustus 2007 |
| -             | Vlag van Nederland | Koen Garritsen      | 8          | 0          | 1          | 0          | 0          | 0          | 9          | 0          | -          | 1e         | AGOVV Apeldoorn           | 1 februari 2008  |
| -             | Vlag van Nederland | Danny Holla         | 23         | 8          | 2          | 0          | 0          | 0          | 25         | 8          | Huur       | 1e         | FC Groningen              | 10 augustus 2007 |
| -             | Vlag van Nederland | Anco Jansen         | --         | 1          | 0          | 0          | 0          | 0          | --         | 1          | -          | 3e         | Jeugd                     | 24 maart 2006    |
| -             | Vlag van Nederland | Sander Rozema       | 0          | 0          | 0          | 0          | 0          | 0          | 0          | 0          | Huur       | 1e         | FC Groningen              | -                |
| -             | Vlag van Nederland | Jordy Zuidam        | 12         | 1          | 1          | 0          | 0          | 0          | 13         | 1          | -          | 3e         | FC Utrecht                | 12 augustus 2005 |
| Aanvallers    |                    |                     |            |            |            |            |            |            |            |            |            |            |                           |                  |
| -             | Vlag van Nederland | Derk Boerrigter     | 32         | 3          | 4          | 2          | 0          | 0          | 36         | 5          | -          | 1e         | Ajax                      | 10 augustus 2007 |
| -             | Vlag van Nederland | Marcel de Bruijn    | 14         | 0          | 2          | 1          | 0          | 0          | 16         | 1          | -          | 1e         | Excelsior Maassluis (ama) | 27 augustus 2007 |
| -             | Vlag van Nederland | Eltjo Gnodde        | 0          | 0          | 1          | 0          | 0          | 0          | 1          | 0          | -          | 1e         | Jeugd                     | -                |
| -             | Vlag van Nederland | Anton Jongsma       | 37         | 12         | 4          | 0          | 0          | 0          | 41         | 12         | -          | 2e         | Harkemase Boys (ama)      | 11 augustus 2006 |
| -             | Vlag van Nederland | Marcel Kleizen      | 26         | 7          | 3          | 1          | 0          | 0          | 29         | 8          | -          | 1e         | FC Twente                 | 12 oktober 2007  |
| -             | Vlag van Brazilië  | Leonardo            | 1          | 0          | 0          | 0          | 0          | 0          | 1          | 0          | -          | 1e         | SE Palmeiras              | 25 januari 2008  |
| -             | Vlag van Finland   | Petri Oravainen     | 12         | 0          | 0          | 0          | 0          | 0          | 12         | 0          | -          | 2e         | HJK Helsinki              | 12 januari 2007  |
| -             | Vlag van Portugal  | Tozé                | 33         | 15         | 4          | 1          | 0          | 0          | 37         | 16         | -          | 1e         | CA Mirandense             | 24 augustus 2007 |
| Nr.           |                    | Naam                | W          |            | W          |            | W          |            | W          |            | Contract   | Seizoen    | Vorige club               | Debuut           |
| Nr.           | Competitie         | Competitie          | Beker      | Beker      | Play-offs  | Play-offs  | Totaal     | Totaal     |            |            | Contract   | Seizoen    | Vorige club               | Debuut           |

### Technische staf
| Naam               | Functie                 |
| ------------------ | ----------------------- |
| Jan Everse         | Trainer/Coach           |
| Claus Boekweg      | Assistent Trainer/Coach |
| Sierd van der Berg | Keeperstrainer          |
| Erwin Vloedgraven  | Verzorger               |
| Wim de Weerdt      | Teambegeleider          |
| Arthur Vennik      | Fysiotherapeut          |

## Statistieken FC Zwolle 2007/2008

### Eindstand FC Zwolle in de Nederlandse Eerste divisie 2007 / 2008
| Stand | Gespeeld | Gewonnen | Gelijk | Verloren | Punten | Doelpunten voor | Doelpunten tegen | Gele kaarten | Rode kaarten |
| ----- | -------- | -------- | ------ | -------- | ------ | --------------- | ---------------- | ------------ | ------------ |
| 4e    | 38       | 18       | 13     | 7        | 67     | 70              | 42               | 59           | 5            |

### Topscorers
| #                | Naam                           | Goal |
| ---------------- | ------------------------------ | ---- |
| 1.               | Tozé                           | 15   |
| 2.               | Anton Jongsma                  | 12   |
| 3.               | Danny Holla                    | 8    |
| 4.               | Marcel Kleizen                 | 7    |
| 5.               | Albert van der Haar            | 5    |
| 6.               | Niklas Moisander               | 4    |
| 6.               | Etiënne Reijnen                | 4    |
| 8.               | Derk Boerrigter                | 3    |
| 8.               | Bram van Polen                 | 3    |
| 10.              | Erik Bakker                    | 2    |
| 10.              | Eric Botteghin                 | 2    |
| 12.              | Juscemar Borilli               | 1    |
| 12.              | Anco Jansen                    | 1    |
| 12.              | Jordy Zuidam                   | 1    |
| Eigen doelpunten |                                |      |
| –                | Paul Quasten (FC Volendam)     | 1    |
| –                | Jeroen Verhoeven (FC Volendam) | 1    |
| Totaal           | Totaal                         | 70   |

| #      | Naam             | Goal |
| ------ | ---------------- | ---- |
| 1.     | Derk Boerrigter  | 2    |
| 2.     | Marcel de Bruijn | 1    |
| 2.     | Marcel Kleizen   | 1    |
| 2.     | Bram van Polen   | 1    |
| 2.     | Tozé             | 1    |
| Totaal | Totaal           | 6    |

| #      | Naam                | Goal |
| ------ | ------------------- | ---- |
| 1.     | Petri Oravainen     | 6    |
| 2.     | Anco Jansen         | 5    |
| 2.     | Niklas Moisander    | 5    |
| 4.     | Anton Jongsma       | 3    |
| 4.     | Bram van Polen      | 3    |
| 6.     | Fernando Alvarez    | 2    |
| 6.     | Marcel de Bruijn    | 2    |
| 6.     | Marcel Kleizen      | 2    |
| 9.     | Yassine Assa        | 1    |
| 9.     | Juscemar Borilli    | 1    |
| 9.     | Eric Botteghin      | 1    |
| 9.     | Albert van der Haar | 1    |
| 9.     | Danny Holla         | 1    |
| 9.     | Martin Reijnders    | 1    |
| 9.     | Dennis van der Wal  | 1    |
| Totaal | Totaal              | 35   |

### Kaarten
| #      | Naam                |    |
| ------ | ------------------- | -- |
| 1.     | Eric Botteghin      | 9  |
| 2.     | Danny Holla         | 6  |
| 3.     | Niklas Moisander    | 5  |
| 3.     | Etiënne Reijnen     | 5  |
| 5.     | Bram van Polen      | 4  |
| 5.     | Dennis van der Wal  | 4  |
| 7.     | Derk Boerrigter     | 3  |
| 7.     | Mike Derlagen       | 3  |
| 7.     | Anton Jongsma       | 3  |
| 7.     | Rob van der Sluijs  | 3  |
| 7.     | Tozé                | 3  |
| 12.    | Erik Rotman         | 2  |
| 13.    | Erik Bakker         | 1  |
| 13.    | Romano Bijl         | 1  |
| 13.    | Diederik Boer       | 1  |
| 13.    | Koen Garritsen      | 1  |
| 13.    | Albert van der Haar | 1  |
| 13.    | Anco Jansen         | 1  |
| 13.    | Marcel Kleizen      | 1  |
| 13.    | Petri Oravainen     | 1  |
| 13.    | Jordy Zuidam        | 1  |
| Totaal | Totaal              | 59 |

| #      | Naam                |   |
| ------ | ------------------- | - |
| 1.     | Albert van der Haar | 1 |
| 1.     | Etiënne Reijnen     | 1 |
| 1.     | Rob van der Sluijs  | 1 |
| 1.     | Dennis van der Wal  | 1 |
| Totaal | Totaal              | 4 |

| #      | Naam          |   |
| ------ | ------------- | - |
| 1.     | Mike Derlagen | 1 |
| Totaal | Totaal        | 1 |

### Punten per speelronde
| Speelronde | 1 | 2 | 3 | 4 | 5 | 6 | 7 | 8 | 9 | 10 | 11 | 12 | 13 | 14 | 15 | 16 | 17 | 18 | 19 | 20 | 21 | 22 | 23 | 24 | 25 | 26 | 27 | 28 | 29 | 30 | 31 | 32 | 33 | 34 | 35 | 36 | 37 | 38 |
| ---------- | - | - | - | - | - | - | - | - | - | -- | -- | -- | -- | -- | -- | -- | -- | -- | -- | -- | -- | -- | -- | -- | -- | -- | -- | -- | -- | -- | -- | -- | -- | -- | -- | -- | -- | -- |
| Punten     | 1 | 1 | 1 | 1 | 3 | 3 | 3 | 0 | 3 | 0  | 0  | 3  | 3  | 1  | 3  | 3  | 1  | 3  | 0  | 3  | 3  | 3  | 1  | 1  | 1  | 1  | 3  | 3  | 3  | 3  | 1  | 0  | 1  | 3  | 0  | 0  | 1  | 3  |

### Punten na speelronde
| Speelronde | 1 | 2 | 3 | 4 | 5 | 6  | 7  | 8  | 9  | 10 | 11 | 12 | 13 | 14 | 15 | 16 | 17 | 18 | 19 | 20 | 21 | 22 | 23 | 24 | 25 | 26 | 27 | 28 | 29 | 30 | 31 | 32 | 33 | 34 | 35 | 36 | 37 | 38 |
| ---------- | - | - | - | - | - | -- | -- | -- | -- | -- | -- | -- | -- | -- | -- | -- | -- | -- | -- | -- | -- | -- | -- | -- | -- | -- | -- | -- | -- | -- | -- | -- | -- | -- | -- | -- | -- | -- |
| Punten     | 1 | 2 | 3 | 4 | 7 | 10 | 13 | 13 | 16 | 16 | 16 | 19 | 22 | 23 | 26 | 29 | 30 | 33 | 33 | 36 | 39 | 42 | 43 | 44 | 45 | 46 | 49 | 52 | 55 | 58 | 59 | 59 | 60 | 63 | 63 | 63 | 64 | 67 |

### Stand na speelronde
| Speelronde | 1   | 2  | 3   | 4   | 5  | 6  | 7  | 8  | 9  | 10 | 11 | 12 | 13 | 14 | 15 | 16 | 17 | 18 | 19 | 20 | 21 | 22 | 23 | 24 | 25 | 26 | 27 | 28 | 29 | 30 | 31 | 32 | 33 | 34 | 35 | 36 | 37 | 38 |
| ---------- | --- | -- | --- | --- | -- | -- | -- | -- | -- | -- | -- | -- | -- | -- | -- | -- | -- | -- | -- | -- | -- | -- | -- | -- | -- | -- | -- | -- | -- | -- | -- | -- | -- | -- | -- | -- | -- | -- |
| Stand      | 11e | 8e | 11e | 11e | 6e | 4e | 4e | 5e | 4e | 6e | 8e | 6e | 4e | 5e | 5e | 4e | 4e | 3e | 5e | 4e | 2e | 2e | 2e | 2e | 2e | 3e | 3e | 2e | 2e | 2e | 2e | 3e | 3e | 3e | 4e | 4e | 4e | 4e |

### Doelpunten per speelronde
| Speelronde | 1 | 2 | 3 | 4 | 5 | 6 | 7 | 8 | 9 | 10 | 11 | 12 | 13 | 14 | 15 | 16 | 17 | 18 | 19 | 20 | 21 | 22 | 23 | 24 | 25 | 26 | 27 | 28 | 29 | 30 | 31 | 32 | 33 | 34 | 35 | 36 | 37 | 38 | Totaal |
| ---------- | - | - | - | - | - | - | - | - | - | -- | -- | -- | -- | -- | -- | -- | -- | -- | -- | -- | -- | -- | -- | -- | -- | -- | -- | -- | -- | -- | -- | -- | -- | -- | -- | -- | -- | -- | ------ |
| Doelpunten | 1 | 3 | 2 | 0 | 1 | 4 | 3 | 1 | 1 | 1  | 1  | 5  | 1  | 1  | 3  | 4  | 1  | 3  | 1  | 3  | 2  | 1  | 1  | 2  | 1  | 1  | 1  | 4  | 7  | 2  | 1  | 2  | 0  | 1  | 1  | 0  | 1  | 2  | 70     |

## Mutaties

### Zomer

#### Aangetrokken
| Nr. | Nat. | Naam              | Van                       | Type         | Contract | Transfersom | Bijzonderheid |
| --- | ---- | ----------------- | ------------------------- | ------------ | -------- | ----------- | ------------- |
| -   | NL   | Yassine Assa      | Jeugd                     | -            | -        | n.v.t.      | -             |
| -   | NL   | Erik Bakker       | Jeugd                     | -            | -        | n.v.t.      | -             |
| -   | NL   | Derk Boerrigter   | Ajax                      | -            | -        | n.v.t.      | -             |
| -   | BR   | Juscemar Borilli  | FC Internazionale Milano  | -            | -        | n.v.t.      | -             |
| -   | NL   | Marcel de Bruijn  | Excelsior Maassluis (ama) | -            | -        | n.v.t.      | -             |
| -   | NL   | Mike Derlagen     | AZ                        | -            | -        | n.v.t.      | -             |
| -   | NL   | Eltjo Gnodde      | Jeugd                     | -            | -        | n.v.t.      | -             |
| -   | NL   | Ivar van Harskamp | Jeugd                     | -            | -        | n.v.t.      | -             |
| -   | NL   | Danny Holla       | FC Groningen              | Op huurbasis | -        | n.v.t.      | -             |
| -   | NL   | Marcel Kleizen    | FC Twente                 | -            | -        | n.v.t.      | -             |
| -   | NL   | Harmen Kuperus    | Telstar                   | -            | -        | n.v.t.      | -             |
| -   | NL   | Bram van Polen    | Vitesse                   | -            | -        | n.v.t.      | -             |
| -   | PT   | Tozé              | CA Mirandense             | -            | -        | n.v.t.      | -             |

#### Vertrokken
| Nr. | Nat. | Naam               | Naar                       | Type | Transfersom | Wed. | Dlpt. |
| --- | ---- | ------------------ | -------------------------- | ---- | ----------- | ---- | ----- |
| -   | NL   | Marcel Akerboom    | HFC Haarlem                | -    | n.v.t.      | 31   | 1     |
| -   | NL   | Harvey Bischop     | KFC Dessel Sport           | -    | n.v.t.      | 59   | 0     |
| -   | NL   | Bas Bloemen        | Gestopt                    | -    | n.v.t.      | 1    | 0     |
| -   | NL   | Theo Brack         | Gestopt                    | -    | n.v.t.      | 0    | 0     |
| -   | NL   | Tom IJzerman       | Gestopt                    | -    | n.v.t.      | 19   | 1     |
| -   | NL   | Stefan Jansen      | Gestopt                    | -    | n.v.t.      | 44   | 4     |
| -   | NL   | Tjeerd Korf        | Excelsior                  | -    | n.v.t.      | 126  | 19    |
| -   | NL   | Duncan van Moll    | Gestopt                    | -    | n.v.t.      | 40   | 3     |
| -   | BR   | André Ossemer      | Sabah FA                   | -    | n.v.t.      | 11   | 2     |
| -   | NL   | Martin Reijnders   | Niet bekend                | -    | n.v.t.      | -    | -     |
| -   | NL   | Ivo Rossen         | FC Den Bosch               | -    | n.v.t.      | 42   | 0     |
| -   | PT   | Silvino Soares     | KVRS Waasland - SK Beveren | -    | n.v.t.      | 34   | 11    |
| -   | NL   | Arjen Spaan        | Gestopt                    | -    | n.v.t.      | -    | -     |
| -   | NL   | Jeffrey van Trappe | Gestopt                    | -    | n.v.t.      | -    | -     |
| -   | NL   | Wesley Zandstra    | FC Omniworld               | -    | n.v.t.      | 57   | 4     |

#### Statistieken transfers zomer
| Gekochte spelers | Verkochte spelers | Gehuurde spelers | Verhuurde spelers | Spelers terug van verhuurperiode | Spelers einde van huurperiode | Transfervrij aangetrokken spelers | Transfervrij vertrokken spelers | Doorgestroomde jeugdspelers |
| ---------------- | ----------------- | ---------------- | ----------------- | -------------------------------- | ----------------------------- | --------------------------------- | ------------------------------- | --------------------------- |
| 0                | 0                 | 1                | 0                 | 0                                | 0                             | 8                                 | 7                               | 4                           |

### Winter

#### Aangetrokken
| Nr. | Nat. | Naam           | Van             | Type         | Contract | Transfersom | Bijzonderheid |
| --- | ---- | -------------- | --------------- | ------------ | -------- | ----------- | ------------- |
| -   | NL   | Koen Garritsen | AGOVV Apeldoorn | -            | -        | n.v.t.      | -             |
| -   | NL   | Sander Rozema  | FC Groningen    | Op huurbasis | -        | n.v.t.      | -             |
| -   | BR   | Leonardo       | SE Palmeiras    | -            | -        | n.v.t.      | -             |

#### Vertrokken
| Nr. | Nat. | Naam           | Naar          | Type               | Transfersom | Wed. | Dlpt. |
| --- | ---- | -------------- | ------------- | ------------------ | ----------- | ---- | ----- |
| -   | NL   | Danny Holla    | FC Groningen  | Einde huurcontract | n.v.t.      | 23   | 8     |
| -   | NL   | Anco Jansen    | FC Groningen  | Op huurbasis       | n.v.t.      | 40   | 2     |
| -   | NL   | Harmen Kuperus | sc Heerenveen | Op huurbasis       | n.v.t.      | 0    | 0     |

#### Statistieken transfers winter
| Gekochte spelers | Verkochte spelers | Gehuurde spelers | Verhuurde spelers | Spelers terug van verhuurperiode | Spelers einde van huurperiode | Transfervrij aangetrokken spelers | Transfervrij vertrokken spelers | Doorgestroomde jeugdspelers |
| ---------------- | ----------------- | ---------------- | ----------------- | -------------------------------- | ----------------------------- | --------------------------------- | ------------------------------- | --------------------------- |
| 0                | 0                 | 1                | 2                 | 0                                | 1                             | 2                                 | 0                               | 0                           |